# Алопа (Еврипид)
«Алопа» (др.-греч. Ἀλόπη) — трагедия древнегреческого драматурга V века до н. э. Еврипида на сюжет, связанный с мифами Аттики. Её текст утрачен за исключением нескольких небольших фрагментов.
Главная героиня пьесы — Алопа, дочь элевсинского царя Керкиона. Она стала возлюбленной морского бога Посейдона и родила от него сына Гиппофоонта, которого была вынуждена бросить. Ребёнок был вскормлен конями, Алопу убили по приказу отца. Возможно, именно содержание «Алопы» Еврипида пересказывает Псевдо-Гигин в своих «Мифах». Впрочем, он делает это с явными ошибками; исследователей заставляет так думать двукратное повторение мотива подкидывания младенца и его чудесного спасения.
Антиковеды отмечают, что в «Алопе» Еврипид так же, как в «Авге», «Александре», «Мудрой Меланиппе» и «Гипсипиле» разрабатывал классический сюжет о детях, отнятых у матери и вскормленных животными. Он делал это в современном духе, с добавлением бытовых мотивов.
Предположительно именно пьесу Еврипида иллюстрирует изображение Алопы на одном римском саркофаге, найденном на Вилла Памфили. Влияние «Алопы» заметно в комедии Менандра «Третейский суд».